# Scatopsciara tenuicornis
Scatopsciara tenuicornis is een muggensoort uit de familie van de rouwmuggen (Sciaridae). De wetenschappelijke naam van de soort is voor het eerst geldig gepubliceerd in 1932 door Lengersdorf.